# Växjö DFF
Växjö DFF er en professionel fodboldklub baseret i Växjö, i Kronobergs län, Sverige. Klubben blev etableret i 2014 og spillede for første gang i Damallsvenskan i 2017.
Klubben spiller deres hjemmekampe i Visma Arena (Växjö Arena) i Växjö.

## Historiske slutplaceringer
| Sæson | Niveau | Liga           | Placering | Kilde        | Notering                      |
| ----- | ------ | -------------- | --------- | ------------ | ----------------------------- |
| 2016  | 2.     | Elitettan      | 3.        | [ 1 ]        |                               |
| 2017  | 2.     | Elitettan      | 1.        | [ 2 ]        | Oprykning Damallsvenskan 2018 |
| 2018  | 1.     | Damallsvenskan | 7.        | [ 3 ] [ 4 ]  |                               |
| 2019  | 1.     | Damallsvenskan | 9.        | [ 5 ] [ 6 ]  |                               |
| 2020  | 1.     | Damallsvenskan | 6.        | [ 7 ] [ 8 ]  |                               |
| 2021  | 1.     | Damallsvenskan | 12.       | [ 9 ] [ 10 ] | Nedrykning til Elitettan 2022 |
| 2022  | 2.     | Elitettan      | 1.        | [ 11 ]       |                               |
| 2023  | 1.     | Damallsvenskan | 8.        |              |                               |
| 2024  | 1.     | Damallsvenskan | 8.        |              |                               |